# Ignaz Vitzthumb

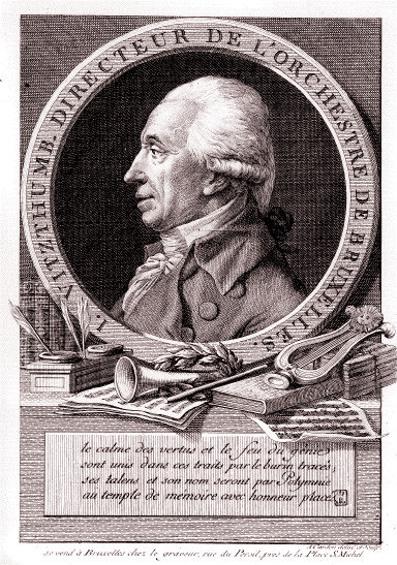
Ignaz Vitzthumb

Ignaz  Vitzthumb (auch: Ignace Vitzthumb oder Witzthumb; * 14. September 1724 in Baden bei Wien; † 23. März 1816 in Brüssel) war ein österreichischer Komponist und Kapellmeister.

## Biografie
Vizthumb kam bereits im Alter von zehn Jahren nach Brüssel und trat als Chorknabe in den Dienst der Generalstatthalterin der Österreichischen Niederlande, Erzherzogin Maria Elisabeth von Österreich. Seine musikalische Ausbildung erhielt er durch Jean-Joseph Fiocco (1686–1746) (Bruder von Joseph-Hector Fiocco), der zu dieser Zeit den Chor der Hofkapelle leitete. Vitzthumb wurde mit sechzehn Jahren Paukenspieler am Hof, diese Position hatte er neben seinen anderen Tätigkeiten für mehr als vierzig Jahre inne.
Während des Österreichischen Erbfolgekrieges (1740–1748), trat er einem ungarischen Husarenregiment bei. Danach kehrte nach Brüssel zurück und trat mehreren rhetorischen und bürgerlichen Theatergruppen bei, die sowohl in französischer als auch in niederländischer Sprache spielten. Hier konnte er seine Talente als Violinist, Dirigent und Theaterleiter einsetzen. Er war ebenfalls Mitglied in der Konzertgesellschaft Concerts bourgeois.
Seine ersten szenischen Werke wurden 1761 gespielt. 1770 erhielt er die Berufung als Komponist und musikalischer Leiter an das Monnaie-Theater, die Brüsseler Oper. Von 1774 bis 1777 war er dort alleiniger Leiter. Diese Periode gehörte zur Blütezeit der Monnaie, so erwähnte der englische Komponist und Musikbiograph Charles Burney die hervorragenden Qualitäten der Künstler, der gesamten Truppe und des Orchesters.  Er begab sich regelmäßig nach Paris, um dort die neuesten Inszenierungen der Werke von Gluck und Grétry zu erleben. Nach einer kostspieligen Reise durch die Niederlande, geriet er trotz seiner künstlerischen Erfolge in finanzielle Not, Vitzthumb musste als Opernunternehmer Konkurs anmelden, hierauf erfolgte die Schließung des Theaters.
1779 bis 1781 war er Direktor des Theaters in Gent, bevor man ihn 1785 wieder zum Orchesterleiter der neuen Oper von Brüssel berief. Regelmäßig veranstaltete Vitzthumb im Geiste der Aufklärung Opernaufführungen in den Städten Mechelen und Antwerpen, in der niederländischen Übersetzung. Nach dem Tode von Henri-Jacques de Croes wurde er im Dezember 1786 Kapellmeister der Hofkapelle. 1791 erfolgte die Verhaftung Vitzthumbs, Anlass war die Beteiligung an Protesten gegen Kaiser Joseph II., im Rahmen seiner Teilnahme an der Brabantischen Revolution, an der er als Mitglied einer Freimaurerloge teilnahm. Danach erhielt er in Amsterdam den Posten des Kapellmeister beim «Collège dramatique et lyrique». Schwer erkrankt kehrte er ein Jahr später zu seinem Sohn nach Brüssel zurück und starb dort 1816, im Alter von 92 Jahren.

## Werke
- Lamentations de Jérémie pour la Semaine Sainte (Manuskript) (Lamento des Jeremias für die Karwoche)
- Symphonien (Manuskripte)
- Sinfonia a più stromenti
- Recueils d’ariettes de 12 airs d’harmonie für 2 Klarinetten, 2 Hörner und Fagott (1776)
- Zahlreiche Messen und Motetten.
- La Fausse esclave (1761)
- L’Éloge de la vertu ou le Tribut des cœurs, Libretto von Louis Compain (1761)
- Le Soldat par amour, gemeinsam mit Pieter van Maldere, Libretto von Jean-François de Bastide (1766)
- Céphalide ou les Autres mariages samnites, Libretto von Prinz Charles-Joseph de Ligne (1777)
- La Foire de village, Libretto von François-Xavier Pagès (1786)
- La Cohorte d’amour ou Le Siège de Cythère (1813)
- Freimaurerlieder die in Sammlungen wie der Lyre maçonne oder dem Recueil des chansons des francs-maçons die in Den Haag veröffentlicht wurden.